# Antonius Bernardus Marinkelle

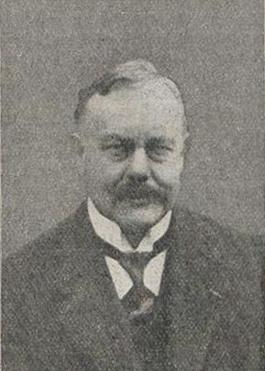
ir. A.B. Marinkelle

Antonius Bernardus Marinkelle (Surabaya, 29 mei 1864 - Den Haag, 13 juni 1926) was een Nederlands waterbouwkundige. Hij was de zoon van Franciscus Antonius Marinkelle, marineofficier van de Administratie en Femma Broers. Hij is op 28 augustus 1895 te Sneek gehuwd met Antonia Helena Gonggrijp, die hij in zijn tijd in Roermond has leren kennen.
Door zijn geboorte in Surabaya had hij belangstelling voor dat land opgewekt. Hij wilde daarom de  opleiding voor Oost-Indisch ambtenaar volgen in Delft (bij de Indische Instelling). Maar hij voelde toch meer voor de techniek.  In 1883 was hij ingeschreven aan de Polytechnische School te Delft. Hij begon met de opleiding werktuigbouw en scheepsbouw, maar dat beviel niet zo, en in 1884 was hij overgestapt naar de opleiding voor civiel en bouwkundig ingenieur. Hij haalde het diploma in 1886.
Kort na zijn afstuderen volgde, na vergelijkend examen, zijn benoeming tot adspirant-ingenieur van rjkswaterstaat tegelijk met die van de civiel ingenieurs Henri Marie Henket (zoon van ir. Nicolaas Hubert Henket)  en jhr. Felix Ortt. In rijksdienst klom hij in de verschillende rangen op tot hij op 1 april 1911 de rang van hoofdingenieur 2de klasse bereikte.
Als ingenieur was Marinkelle werkzaam, bij de Algemene Dienst, bij het ontwerpen en de aanleg van een strekdam langs de vaargeul buiten de Oranjesluizen, de bouw van een nieuw stoomgemaal te Schellingwoude en de voorbereiding van den aanleg van de vissershaven te IJmuiden, beide onder leiding van ir. P.H.Kemper. Op 1 november 1890 werd hij benoemd tot arrondissementsingenieur, waarna hij achtereenvolgens dienst deed te Goes, Roermond, Utrecht en Amsterdam.
In Roermond  heeft hij zich vooral met wegverhardingen bezig gehouden, waarover hij in  januari 1900 een tweetal publicaties heeft geschreven. In Amsterdam heeft hij zich bezig gehouden met verbetering van het Noordzeekanaal.
Van 1 november 1900 tot 1 augustus 1908 was hij ingenieur in het tweede rivier-arrondissement te Utrecht, en na zijn werk voor de staatscommissie was hij va 1 april 1911 tot 1 mei 1924 hoofdingenieur-directeur van de directie grote rivieren. In 1923 werd zijn werk erkend door zijn benoeming tot Ridder in de Orde van de Nederlandse Leeuw.
In 1909 werd hij secretaris van de "Staatscommissie inzake den toegang tot Nederland door het Noordzeekanaal" onder voorzitterschap van prof. J. Kraus. Deze commissie heeft in 1911 een uitgebreid verslag uitgebracht. Hij ontving daarvoor als onderscheiding de benoeming tot Officier in de Orde van Oranje-Nassau.
Marinkelle was in zijn tijd de bekwaamste deskundige op het gebied van rivierbeheer. Onder zijn leiding werd de verbetering van de Waal voltooid, welke in de jaren 1909 tot 1917 is uitgevoerd. Zijn rapporten over belangrijke kwesties betreffende onze rivieren getuigden steeds van grote kennis en ervaring op dit gebied der ingenieurswetenschappen. Al in 1900 en1901 had hij een goede kijk op rivierwerken, wat blijkt uit zijn publicaties van die jaren in De Ingenieur over de Maas.
In 1916 bracht hij samen met ir. A.T. de Groot een jubileumboek uit over de waterweg van Rotterdam naar zee.

## Publicaties van ir. Marinkelle
- (13 januari 1900). Het walsen van nieuwe grind- en steenslagdeklagen met de stoomwals.. De ingenieur  15 (2)
- (20 januari 1900). Het walsen van nieuwe grind- en steenslagdeklagen met de stoomwals. IIi. De ingenieur  15 (3)
- (13 oktober 1900). De rivier de Maas en haar normaliseering. I. De Ingenieur  42
- (20 oktober 1900). De rivier de Maas en haar normaliseering. II. (Slot).. De ingenieur  42, 20-10-1900
- (14 september 1901). Verruiming en vernauwing van het rivierbed bij spoorwegovergangen.. De Ingenieur  16 (27)
- (12 juli 1902). in memoriam ir H.M. Henket. De Ingenieur  17 (28)
- Kraus, Jacob, A.B. Marinkelle, F.L.Schlingemann (1911). Verslag aan Hare Majesteit de Koningen door de Staatscommissie inzake den toegang tot Nederland door het Noordzeekanaal. Rijkswaterstaat.
- de Groot, A.T., Marinkelle, A.B. (1916). De waterweg langs Rotterdam naar zee, 1866-1916. Ministerie van Waterstaat.